# Unforgiven (2000)
Unforgiven (2000) — третье по счёту шоу Unforgiven, PPV-шоу производства американского рестлинг-промоушна World Wrestling Federation (WWF, ныне WWE). Шоу прошло 23 июля 2000 года на «Фёрст Юнион-центр» в Филадельфии, Пенсильвания, США. На шоу было проведено восемь матчей.
Главным событием стал матч за звание чемпиона WWF. Скала защищал титул против Криса Бенуа, Гробовщика и Кейна. Бенуа первоначально выиграл матч, удержав Гробовщика, но так как нога Гробовщика была на канате, а рефери не заметил этого, матч был перезапущен, и Скала удержал Бенуа, чтобы сохранить титул.
Это событие также ознаменовало возвращение Стива Остина после десятимесячного отсутствия, за исключением его появления на Backlash, а также эпизодов Raw is War и SmackDown! в конце апреля.

## Результаты
| №                                       | Матч | Тип матча                                                 | Время |
| --------------------------------------- | --- | --------------------------------------------------------- | ----- |
| 1                                       | Right to Censor (Булл Бьюкенен, Папочка, Стивен Ричардс и Вэл Венис) победили APA (Брэдшоу и Фаарук) и «Братьев Дадли» (Бубба Рэй Дадли и Ди-Вон Дадли) | Командный матч восьми человек                             | 6:05  |
| 2                                       | Тэзз победил Джерри Лоулера | Матч с ремнём                                             | 5:07  |
| 3                                       | Стив Блэкмен одержал победу, победив Перри Сатурна (c) (с Терри)                                                                                        | Хардкорный Battle Royal за титул хардкорного чемпиона WWF | 10:00 |
| 4                                       | Крис Джерико победил Икс-пака | Одиночный матч                                            | 9:05  |
| 5                                       | «Братья Харди» (Джефф Харди и Мэтт Харди) (с Литой) победили Эджа и Кристиана                                                                           | Матч в стальной клетке за командное чемпионство WWF       | 14:00 |
| 6                                       | Эдди Герреро (c) (с Чайной) победил Рикиши по дисквалификации                                                                                           | Одиночный матч за интерконтинентальное чемпионство WWF    | 6:10  |
| 7                                       | Трипл Эйч (со Стефани Макмэн-Хелмсли) победил Курта Энгла                                                                                               | Матч без дисквалификаций, специальный рефери — Мик Фоли   | 6:10  |
| 8                                       | Скала (c) победил Криса Бенуа, Кейна и Гробовщика | Матч Fatal 4-Way за титул чемпиона WWF                    | 16:03 |
| (с) — означает чемпиона на начало матча | |                                                           |       |